# Revolvierender Kredit
Revolvierender Kredit (Revolving Credit Facility; englisch to revolve, „umschlagen“) ist im Bankwesen die Bezeichnung für Kredite, die vom Kreditnehmer bis zur maximalen Höhe einer Kreditlinie innerhalb der Kreditlaufzeit in wechselnder Höhe wiederholt in Anspruch genommen werden können, auch wenn zwischenzeitlich ganze oder teilweise Tilgungen erfolgt sind.
Das klassische Darlehen ist dadurch gekennzeichnet, dass es durch planmäßige Tilgung (Ratenkredit, Annuitätendarlehen oder endfälliges Darlehen) vom Kreditnehmer endgültig nach einem bestimmten Tilgungsplan zurückgezahlt wird. Es gibt aber auch Kreditarten, bei denen eine zwischenzeitliche Rückzahlung nicht zur dauerhaften Tilgung führt. Hierzu gehören im Rahmen der Geldleihe der Kontokorrentkredit, Dispositionskredit und Rahmenkredite. Zu Letzteren gehört der Avalkredit, eine Kreditleihe, bei der die Bank durch Bürgschaft/Garantie ihren Namen zur Verfügung stellt. Der revolvierende Kredit ähnelt dem deutschen Kontokorrent- und Dispokredit mit der Ausnahme, dass beim revolvierenden Kredit keine Guthaben zulässig sind. Im internationalen Kreditverkehr gehören der Roll-over-Kredit und der Stand-by-Kredit zum revolvierenden Kredit. 

## Rechtsfragen
Revolvierende Kredite sind Bankgeschäfte in Form der Geldleihe (§ 1 Abs. 1 Nr. 2 KWG) oder Kreditleihe (§ 1 Abs. 1 Nr. 8 KWG). Die Deutsche Bundesbank macht bei revolvierenden Krediten in ihrer Bankenstatistik zur Voraussetzung, dass sie ohne vorherige Kenntnis des Kreditgebers wiederholt – auch bei vorläufig getilgten Kreditteilen – ohne regelmäßige Rückzahlungspflicht in Anspruch genommen werden können. Sie werden im Rahmen der MFI-Zinsstatistik seit Juni 2010 zusammen mit Überziehungskrediten abgefragt. Die Gewährung als revolvierender Kredit kann sich auch aus der Kreditart ergeben, doch sind zur Klarstellung die Kreditverträge meist so ausgestaltet, dass zwischenzeitliche Gutschriften nicht zur Tilgung führen sollen, sondern nur zur vorübergehenden Anlage dienen. Dann lebt der Kredit jederzeit bis zur Kreditlinie wieder auf. Temporäre Tilgungen gelten nicht als endgültig, sondern können mithin bis zur Fälligkeit der Linie wieder in Anspruch genommen werden. Auf derartige Kreditzusagen wird üblicherweise von Banken ein Bereitstellungszins erhoben; in Anspruch genommene Kredite werden meist mit einem variablen Kreditzins verzinst, der häufig an Referenzzinssätze wie LIBOR oder EURIBOR gekoppelt ist. Sie dienen der Finanzierung des Umlaufvermögens beim Kreditnehmer, ihre Laufzeit beträgt zwischen 1 und 5 Jahren.
Die Erfüllung der Auszahlungsvoraussetzungen durch den Kreditnehmer einer unwiderruflichen Kreditzusage löst einen Auszahlungsanspruch des Kreditnehmers aus, so dass die Bank zur Auszahlung verpflichtet ist. Korrespondierend zur Auszahlungsverpflichtung des Kreditgebers entsteht beim Kreditnehmer ein Anspruch auf Auszahlung, der selbstständig abtretbar, verpfändbar oder pfändbar ist (§§ 398 ff. BGB) ist. Die Pfändung erfasst den Auszahlungsanspruch als solchen und nicht nur den Anspruch auf zeitweilige Nutzung des Kapitals. Der Auszahlungsanspruch des Kreditnehmers besteht solange, wie dieser den zugesagten Kredit ganz oder teilweise nicht in Anspruch nimmt.

## Kreditkarten
Bei Kreditkarten entwickelten die Bank of America und die Chase Manhattan Bank den revolvierenden Kredit im Jahre 1958. Kredite werden bei allen Kundenkreditkarten als revolvierender Kredit gewährt, in dem sie ein Zahlungsziel mit dem Karteninhaber vereinbaren. Innerhalb der festgelegten Grenzen (Limite) erhält der Kreditkartennutzer bis zum jeweiligen Einzugstermin einen revolvierenden Kredit durch die laufend belasteten Kreditkartennutzungen, die nicht sofort dem Nutzer in Rechnung gestellt, sondern erst am Monatsultimo oder Quartalsende gesammelt weiterbelastet werden. Gleichwohl muss er zu den Abrechnungsterminen über ein Guthaben oder einen Dispositionskredit auf seinem Bankkonto verfügen, damit der Kartenemittent seine Forderungen per Lastschrift einziehen kann.